# Celin Izabel Harriot
Celin Izabel Harriot (* 14. Oktober 1992 in Torgau) ist eine deutsche Schriftstellerin und Journalistin.

## Leben und Werk
C. I. Harriot wuchs in der nordsächsischen Kleinstadt Torgau auf und schreibt seit ihrer frühen Kindheit. Nach mehreren Kurzgeschichten und im Kollektiv verfassten Kriminalromanen hat sie sich mittlerweile der Fantasy- und Jugendliteratur zugewandt. Ihre Fantasy-Romane sind durchgehend im Drachenmond Verlag erschienen.

## Werke
Symantriet-Reihe
- Das Erbe der Vergangenheit (Symantriet 1). Drachenmond Verlag, 2018, ISBN 978-395-991-4819.
- Der Kuss der Täuschung (Symantriet 2). Drachenmond Verlag, 2018, ISBN 978-395-991-2822.
- Der Tribut der Ewigkeit (Symantriet 3). Drachenmond Verlag, 2019, ISBN 978-395-991-2839.

Magiesprung-Chronik
- Lichterglanz & Dunkelschatten. Drachenmond Verlag, 2019, ISBN 978-395-991-4819.
- Mondscherben & Funkenmeer. Drachenmond Verlag, 2019, ISBN 978-395-991-4826.